# Kristina Koznick
Kristina Lyn Koznick (ur. 24 listopada 1975 w Apple Valley) – amerykańska narciarka alpejska polskiego pochodzenia.

## Kariera
Po raz pierwszy na arenie międzynarodowej pojawiła się w 1992 roku, startując na mistrzostwach świata juniorów w Mariborze. Zajęła tam 35. miejsce w gigancie i 4. w slalomie. Podczas rozgrywanych rok później mistrzostw świata juniorów w Montecampione ponownie zajęła czwarte miejsce w slalomie.
W zawodach Pucharu Świata zadebiutowała 24 stycznia 1993 roku w Haus, gdzie zajęła 21. miejsce w slalomie. Tym samym już w debiucie zdobyła pierwsze pucharowe punkty. Na podium zawodów PŚ po raz pierwszy stanęła 28 grudnia 1997 roku w Lienzu, kończąc slalom na drugiej pozycji. W zawodach tych rozdzieliła Ylvę Nowén ze Szwecji i Włoszkę Deborę Compagnoni. W kolejnych startach jeszcze 19 razy stanęła na podium, odnosząc przy tym sześć zwycięstw, wszystkie w slalomie: 29 stycznia 1998 roku w Åre, 28 grudnia 1998 roku w Semmering, 10 marca 2000 roku w Sestriere, 19 marca 2000 roku w Bormio, 20 stycznia 2002 roku w Berchtesgaden i 15 marca 2003 roku w Lillehammer. W sezonie 2001/2002 zajęła ósme miejsce w klasyfikacji generalnej, a w klasyfikacji slalomu była druga. Drugie miejsce w klasyfikacji slalomu zajęła także w sezonie 1997/1998.
Wystartowała w slalomie na igrzyskach olimpijskich w Nagano w 1998 roku, ale nie ukończyła rywalizacji. Na rozgrywanych cztery lata później igrzyskach w Salt Lake City wystartowała była siedemnasta w gigancie, a slalomu nie ukończyła. Brała również udział w igrzyskach olimpijskich w Turynie w 2006 roku, ponownie nie kończąc slalomu. Była też między innymi ósma w slalomie podczas mistrzostw świata w St. Anton w 2001 roku.
W 2006 roku zakończyła karierę.

## Osiągnięcia

### Igrzyska olimpijskie
| Miejsce | Dzień     | Rok  | Miejscowość    | Konkurencja | Czas biegu | Strata | Zwyciężczyni    |
| ------- | --------- | ---- | -------------- | ----------- | ---------- | ------ | --------------- |
| DNF2    | 19 lutego | 1998 | Nagano         | Slalom      | 1:32,40    | -      | Hilde Gerg      |
| DNF1    | 20 lutego | 2002 | Salt Lake City | Slalom      | 1:46,10    | -      | Janica Kostelić |
| 17.     | 22 lutego | 2002 | Salt Lake City | Gigant      | 2:30,01    | +4,21  | Janica Kostelić |
| DNS2    | 22 lutego | 2006 | Turyn          | Slalom      | 1:29,04    | -      | Anja Pärson     |

### Mistrzostwa świata
| Miejsce | Dzień     | Rok  | Miejscowość       | Konkurencja | Czas biegu | Strata | Zwyciężczyni          |
| ------- | --------- | ---- | ----------------- | ----------- | ---------- | ------ | --------------------- |
| 19.     | 24 lutego | 1996 | Sierra Nevada     | Slalom      | 1:31,46    | +6,71  | Pernilla Wiberg       |
| DNF1    | 5 lutego  | 1997 | Sestriere         | Slalom      | 1:43,88    | -      | Deborah Compagnoni    |
| DNF2    | 11 lutego | 1999 | Vail/Beaver Creek | Gigant      | 2:08,54    | -      | Alexandra Meissnitzer |
| DNF1    | 13 lutego | 1999 | Vail/Beaver Creek | Slalom      | 1:33,97    | -      | Zali Steggall         |
| 8.      | 7 lutego  | 2001 | St. Anton         | Slalom      | 1:32,95    | +2,80  | Anja Pärson           |
| 15.     | 9 lutego  | 2001 | St. Anton         | Gigant      | 2:19,01    | +5,82  | Sonja Nef             |
| 12.     | 13 lutego | 2003 | Sankt Moritz      | Gigant      | 2:30,97    | +2,82  | Anja Pärson           |
| DNS2    | 15 lutego | 2003 | Sankt Moritz      | Slalom      | 1:39,55    | -      | Janica Kostelić       |
| 23.     | 8 lutego  | 2005 | Bormio            | Gigant      | 2:13,63    | +3,66  | Anja Pärson           |
| DSQ1    | 11 lutego | 2005 | Bormio            | Slalom      | 1:47,98    | -      | Janica Kostelić       |

### Mistrzostwa świata juniorów
| Miejsce | Dzień     | Rok  | Miejscowość   | Konkurencja | Czas biegu | Strata | Zwyciężczyni    |
| ------- | --------- | ---- | ------------- | ----------- | ---------- | ------ | --------------- |
| 35.     | 27 lutego | 1992 | Maribor       | Gigant      | 1:56,37    | +6,36  | Regina Häusl    |
| 4.      | 29 lutego | 1992 | Maribor       | Slalom      | 1:17,03    | +0,76  | Urška Hrovat    |
| 4.      | 4 marca   | 1993 | Montecampione | Slalom      | 1:16,22    | +1,37  | Morena Gallizio |

### Puchar Świata

#### Miejsca w klasyfikacji generalnej
- sezon 1992/1993: 87.
- sezon 1994/1995: 75.
- sezon 1995/1996: 80.
- sezon 1996/1997: 80.
- sezon 1997/1998: 11.
- sezon 1998/1999: 36.
- sezon 1999/2000: 19.
- sezon 2000/2001: 17.
- sezon 2001/2002: 8.
- sezon 2002/2003: 27.
- sezon 2003/2004: 21.
- sezon 2004/2005: 15.
- sezon 2005/2006: 31.

#### Miejsca na podium
1. Lienz – 28 grudnia 1997 (slalom) – 2. miejsce
2. Bormio – 11 stycznia 1998 (slalom) – 2. miejsce
3. Åre – 29 stycznia 1998 (slalom) – 1. miejsce
4. Saalbach – 1 marca 1998 (slalom) – 3. miejsce
5. Veysonnaz – 20 grudnia 1998 (slalom) – 2. miejsce
6. Semmering – 28 grudnia 1998 (slalom) – 1. miejsce
7. Åre – 20 lutego 2000 (slalom) – 2. miejsce
8. Sestriere – 10 marca 2000 (slalom) – 1. miejsce
9. Bormio – 19 marca 2000 (slalom) – 1. miejsce
10. Aspen – 25 listopada 2000 (slalom) – 3. miejsce
11. Sestriere – 20 grudnia 2000 (slalom) – 3. miejsce
12. Ofterschwang – 26 stycznia 2001 (slalom) – 2. miejsce
13. Lienz – 29 grudnia 2001 (slalom) – 2. miejsce
14. Maribor – 5 stycznia 2002 (slalom) – 2. miejsce
15. Berchtesgaden – 20 stycznia 2002 (slalom) – 1. miejsce
16. Åre – 3 lutego 2002 (slalom) – 2. miejsce
17. Lillehammer – 15 marca 2003 (slalom) – 1. miejsce
18. Aspen – 28 listopada 2004 (slalom) – 3. miejsce
19. Santa Caterina – 9 stycznia 2005 (slalom) – 2. miejsce
20. Zagrzeb – 20 stycznia 2005 (slalom) – 2. miejsce